# 同平章事
同平章事，全名同中書門下平章事，宰相级官職。

## 語源
平章一詞，來源於《尚書·堯典》：“九族既睦，平章百姓。”或作“平秩”，意為“辯治”，即治理之意。崔骃《西巡頌》：“秋穀既登，上將省斂，平秩西成。”鄭玄註《周官·春官·序官》時說：“仲秋辯治西成”云云，都是同一個詞。作“平章”則始於馬融。至後漢蔡邕說：“更選忠清，平章賞罰。”用字已經定型。

## 唐朝
唐朝初年，唐太宗以綜理政務的中書省、門下省、尚書省三省长官中书令、侍中、尚书仆射为宰相；因此其他参予政务并加同中書門下三品或同中書門下平章事名义的官员都是事实上的宰相。武則天時改稱同鳳閣鸞台平章事。
唐朝宰相名目最多，同中書門下平章事資歷最淺；安史之亂後更多以資淺者出任，肅宗至德以後才是真正的宰相。代宗時，同中書門下三品亦改為同中書門下平章事，簡稱同平章事。
后来朝廷为了表示尊荣，也对一些节度使加同平章事，这些节度使就成为所谓的使相。
- 李靖（634平章政事）
- 郭待举（682－683）
- 岑长倩（682－683）
- 郭正一（682－683）
- 魏玄同（682－683）
- 刘景先（682－683）
- 李景谌（684）
- 沈君谅（684－685）
- 崔詧（684－685）
- 韦方质（684－685）
- 张光辅（687－689）
- 骞味道（688）
- 王本立（688－689）
- 范履冰（689－690）
- 邢文伟（689－690）
- 傅游艺（690－691）
- 乐思晦（691）
- 任知古（691－692）
- 格辅元（691）
- 裴行本（691－692）
- 狄仁杰（691－692、697－698）
- 杨执柔（692）
- 李游道（692）
- 袁智弘（692）
- 崔神基（692）
- 崔元综（692－694）
- 李昭德（692－694）
- 姚璹（692）
- 李元素（692、694－696）
- 王璿（692）
- 娄师德（693－696、697）
- 韦巨源（693－694）
- 陆元方（693－694、699－700）
- 苏味道（694－694、698－704）
- 武什方（694）
- 杨再思（694－699）
- 杜景佺（694、697－698）
- 周允元（694－695）
- 孙元亨（696－696）
- 王方庆（696－698）
- 李道广（696－698）
- 宗楚客（697－698、704）
- 豆卢钦望（697－698、705－709）
- 姚元崇（698－704）
- 李峤（698－700、703）
- 吉顼（699－700）
- 魏元忠（699－701）
- 王及善（699）
- 张锡（700－701）
- 韦安石（700－704）
- 李怀远（701）
- 顾琮（701－702）
- 李迥秀（701－702）
- 朱敬则（703－704）
- 唐休璟（703－705）
- 崔玄暐（704－705）
- 张柬之（704－705）
- 房融（704－705）
- 韦承庆（704－705）
- 袁恕己（705）
- 于惟谦（706－707）
- 崔湜（709、710）
- 赵彦昭（709－710）
- 郑愔（709）
- 岑羲（710）
- 张嘉福（710）
- 郭元振（711）
- 张说（711）
- 窦怀贞（711、712（軍國重事宜共平章））
- 陆象先（711－712）
- 卢怀慎（713－715）
- 源乾曜（716、720）
- 苏颋（716－720）
- 张嘉贞（720）
- 李元纮（726－729）
- 杜暹（726－729）
- 萧嵩（728－729）
- 裴光庭（729－730）
- 宇文融（729）
- 韩休（733）
- 陈希烈（746－747）
- 韦见素（754－757）
- 崔圆（756－757）
- 房琯（756－757）
- 裴冕（756－757、769）
- 崔涣（756－757）
- 李麟（756－757）
- 张镐（757－758）
- 苗晋卿（757）
- 王玙（758－759）
- 吕諲（759、759－760）
- 李岘（759、763－764）
- 李揆（759－761）
- 第五琦（759）
- 萧华（761－762）
- 裴遵庆（761－763）
- 元载（762－777）
- 刘晏（763－764）
- 王缙（764－777）
- 杜鸿渐（764－769）
- 杨绾（777）
- 常衮（777－779）
- 李忠臣（779－784）
- 崔祐甫（779－780）
- 乔琳（779）
- 杨炎（779－781）
- 卢杞（781－783）
- 张镒（781－782）
- 关播（782－784）
- 萧复（783－784）
- 刘从一（783－785）
- 姜公辅（783－784）
- 卢翰（784－786）
- 李勉（784－786）
- 张延赏（785、787）
- 刘滋（786－787）
- 崔造（786）
- 齐映（786－787）
- 韩滉（786－787）
- 柳浑（787）
- 李泌（787－789）
- 窦参（789－792）
- 董晋（789－793）
- 赵憬（792－796）
- 陆贽（792－794）
- 贾耽（793－805）
- 卢迈（793－797）
- 崔损（796－803）
- 赵宗儒（796－798）
- 郑余庆（798－800、805－806）
- 齐抗（800－803）
- 杜佑（803－812）
- 高郢（803－805）
- 郑珣瑜（803－805）
- 韦执谊（805）
- 杜黄裳（805－807）
- 袁滋（805）
- 郑絪（805－809）
- 武元衡（807、813－815）
- 李吉甫（807－808、811－814）
- 于頔（808－813）
- 裴垍（808－810）
- 李藩（809－811）
- 权德舆（810－813）
- 李绛（811－814）
- 张弘靖（814－816）
- 韦贯之（814－816）
- 裴度（815－819、822、826－830、830（平章軍國重事））
- 李逢吉（816－817、822－826）
- 王涯（816－818、833－835）
- 崔群（817－819）
- 李鄘（817－818）
- 李夷简（818）
- 皇甫镈（818－820）
- 程异（818－819）
- 令狐楚（819－820）
- 萧俛（820－821）
- 段文昌（820－821）
- 崔植（820－822）
- 杜元颖（821－823）
- 王播（821－822、827－830）
- 元稹（822）
- 牛僧孺（823－825、830－832）
- 李程（824－826）
- 窦易直（824－828）
- 韦处厚（826－828）
- 路随（828－835）
- 李宗闵（829－833、834－835）
- 宋申锡（830－831）
- 李德裕（833－834、840－846）
- 贾餗（835）
- 李固言（835、836－837）
- 舒元舆（835）
- 李训（835）
- 郑覃（835－839）
- 李石（835－838）
- 陈夷行（837－839、841－842）
- 杨嗣复（838－840）
- 李珏（838－840）
- 崔郸（839－841）
- 崔珙（840－843）
- 李绅（842－844）
- 李让夷（842－846）
- 崔铉（843－845、849－855）
- 杜悰（844－845、861－863）
- 李回（845－846）
- 郑肃（845－846）
- 白敏中（846－851）
- 卢商（846－847）
- 崔元式（847－848）
- 韦琮（847－848）
- 马植（848－849）
- 周墀（848－849）
- 魏扶（849－850）
- 崔龟从（850－851）
- 令狐绹（850－859）
- 魏谟（851－857）
- 裴休（852－856）
- 郑朗（856－857）
- 崔慎由（856－858）
- 萧邺（857－859）
- 刘瑑（858）
- 夏侯孜（858－860、862－864）
- 蒋伸（858－862）
- 杜审权（859－863）
- 毕諴（860－863）
- 杨收（863－866）
- 曹确（863－870）
- 萧寘（864－865）
- 路岩（864－871）
- 高璩（865）
- 徐商（865－869）
- 于琮（867－872）
- 刘瞻（869－870、874）
- 韦保衡（870－873）
- 王铎（870－873、877－879）
- 刘邺（871－874）
- 赵隐（872－874）
- 萧仿（873－875）
- 裴坦（874）
- 崔彦昭（874－877）
- 郑畋（874－878、882－883）
- 卢携（874－878、879－880）
- 李蔚（875－878）
- 豆卢瑑（878－880）
- 崔沆（878－880）
- 郑从谠（878－880、883－886）
- 王徽（880－881）
- 裴澈（880－881、883－887）
- 萧遘（881－887）
- 郑昌图（886）
- 韦昭度（881－887、893－895）
- 孔纬（886－891、895）
- 杜让能（886－893）
- 张濬（887－891）
- 刘崇望（889－892）
- 崔昭纬（891－895）
- 徐彦若（891－893、894－900）
- 郑延昌（892－894）
- 崔胤（893－895、895－896、896－899、900－901、903－904）
- 郑綮（894）
- 李磎（894、895）
- 陆希声（895）
- 王摶（895－896、896－900）
- 孙偓（895－897）
- 陆扆（896、899－903）
- 朱朴（896－897）
- 崔远（896－900、904－905）
- 裴贽（900－903）
- 王溥（901－903）
- 裴枢（901、903－905）
- 韦贻范（902、902）
- 苏检（902－903）
- 独孤损（903－905）
- 柳璨（904－905）
- 张文蔚（905－907）
- 杨涉（905－907）

## 五代
到了五代，“同中書門下平章事”仍是宰相，但是當時樞密使權重，同平章事的實權被剝奪，形同虛設。
后梁
- 张文蔚（907－908）
- 杨涉（907－908，908－909）
- 薛贻矩（907－912）
- 韩建（907－909）
- 于兢（908－914）
- 张策（908）
- 赵光逢（909－915，916－918）
- 杜晓（909－913）
- 敬翔（912－923）
- 姚洎（913－？）
- 郑珏（916－923）
- 萧顷（918－923）
- 李琪（920－923）

后唐
- 豆卢革（923－926）
- 卢程（923）
- 赵光胤（907－925）
- 韦说（907－926）
- 郑珏（926－928）
- 任圜（926－927）
- 冯道（927－934）
- 崔协（927－929）
- 王建立（928）
- 赵凤（929－931）
- 李愚（931－934）
- 刘昫（933－934）
- 卢文纪（934－936）
- 姚顗（934－936）
- 张延朗（934－935）
- 韩昭胤（935）
- 马胤孙（936）

后晋
- 赵莹（936－943，945－946）
- 桑维翰（936－939，943－945）
- 冯道（937－944）
- 李崧（937－946）
- 和凝（940－945）
- 刘昫（944－946）
- 冯玉（945－946）

辽
- 刘昫（947）
- 赵莹（947）
- 冯玉（947）
- 赵延寿（947）
- 张砺（947）
- 和凝（947）

后汉
- 苏逢吉（947－950）
- 苏禹珪（947－951）
- 窦贞固（947－951）
- 李涛（947－948）
- 杨邠（948－950）

后周
- 冯道（951－954）（官中书令，为宰相但不为同平章事）
- 苏禹珪（951）
- 窦贞固（951）
- 王峻（951－953）
- 范质（951－960）
- 李穀（951－957）
- 王溥（954－960）
- 景范（954－955）
- 魏仁浦（959－960）

吴
- 徐温
- 徐知训
- 徐知谏
- 徐知诰
- 徐景通
- 徐景迁
- 严可求
- 宋齐丘
- 王令谋

南唐
- 宋齐丘
- 张延翰
- 张居咏
- 李建勋
- 周宗
- 皇甫晖
- 冯延巳
- 孙晟
- 严续
- 李景遂
- 留从效
- 殷崇义
- 游简言

吴越
- 钱铎
- 成及
- 马绰
- 鲍君福
- 钱元璙
- 钱元瓘
- 钱元懿

楚
- 马賨
- 李琼
- 许德勋
- 姚彦章
- 马希杲

闽
- 翁承赞
- 王延禀
- 李敏
- 王继鹏
- 王倓
- 王延羲
- 王继图
- 李真
- 杨沂丰
- 余廷英
- 李仁遇
- 李光准
- 王继昌
- 潘承祐
- 鲍思润

南汉
- 李殷衡
- 杨洞潜
- 赵光裔
- 倪曙
- 黄损
- 刘濬
- 赵损
- 王定保
- 卢膺
- 钟允章

前蜀
- 韦庄
- 张格
- 王锴
- 王宗昱
- 周庠
- 庾传素
- 许寂

后蜀
- 张公铎
- 赵季良
- 孟仁赞
- 李肇
- 毋昭裔
- 王处回
- 张业
- 李昊
- 徐光溥
- 范仁恕
- 韩保贞
- 伊審徵
- 欧阳炯
- 王昭远
- 孟元喆

北汉
- 郑珙
- 赵华
- 张昭敏
- 李存瓌
- 郭无为
- 刘继颙
- 卫融
- 赵弘
- 李恽
- 刘继文
- 马峰

## 宋朝
北宋以同中書門下平章事主政事，知樞密院事（樞密使）主理兵權，稱為“二府”或“兩地”，度支、鹽鐵、戶部三司掌財務；尚書、門下兩省在宋朝已式微，宰相的權力較唐朝稍小。
- 范质（960－964）
- 王溥（960－964）
- 魏仁浦（960－964）
- 赵普（964－973，981－983，988－990）
- 薛居正（973－981）
- 沈伦（973－982）
- 卢多逊（976－982）
- 宋琪（983－985）
- 李昉（983－988，991－993）
- 吕蒙正（988－991，993－995，1001－1003）
- 张齐贤（991－993，998－1000）
- 吕端（995－998）
- 李沆（998－1004）
- 向敏中（1001－1002，1012－1020）
- 毕士安（1004－1005）
- 寇准（1004－1006，1019－1020）
- 王旦（1006－1017）
- 王钦若（1017－1019，1023－1025）
- 丁谓（1020，1021－1022）
- 李迪（1020，1033－1035）
- 冯拯（1020－1023）
- 王曾（1022－1029，1035－1037）
- 张知白（1025－1028）
- 张士逊（1028－1029，1032－1033，1038－1040）
- 吕夷简（1029－1033，1033－1037，1040－1043）
- 王随（1037－1038）
- 陈尧佐（1037－1038）
- 章得象（1038－1045）
- 晏殊（1042－1044）
- 杜衍（1044－1045）
- 贾昌朝（1045－1047）
- 陈执中（1045－1049，1053－1055）
- 文彦博（1048－1051，1055－1058）
- 宋庠（1049－1051）
- 庞籍（1051－1053）
- 梁适（1053－1054）
- 刘沆（1054－1056）
- 富弼（1055－1061，1069）
- 韩琦（1058－1067）
- 曾公亮（1061－1070）
- 陈升之（1069－1070）
- 韩绛（1070－1071，1074－1075）
- 王安石（1070－1074，1075－1076）
- 吴充（1076－1080）
- 王珪（1076－1082）

神宗元豐五年（1082年）改革官制，以左僕射兼門下侍郎，右僕射兼中書侍郎為宰相。
終南宋一朝，除宋高宗時期、宋孝宗前期外，不再設置「同中書門下平章事」，同平章事一職，就此結束。南宋1129年改左僕射兼門下侍郎、右僕射兼中書侍郎為左僕射兼同平章事、右僕射兼同平章事。
- 吕颐浩（1129－1130，1131－1133）
- 杜充（1129－1130）
- 范宗尹（1130－1131）
- 秦桧（1131－1132，1138－1155）
- 朱胜非（1132－1133，1133－1134）
- 赵鼎（1134－1136，1137－1138）
- 张浚（1135－1137，1163－1164）
- 沈该（1156－1159）
- 万俟卨（1156）
- 汤思退（1157－1160，1163－1164）
- 陈康伯（1159－1163，1164－1165）
- 朱倬（1161－1162）
- 史浩（1163）
- 洪适（1165－1166）
- 叶颙（1166－1167）
- 魏杞（1166－1167）
- 蒋芾（1168）
- 陈俊卿（1168－1170）
- 虞允文（1169－1171）1171年改左僕射兼同平章事、右僕射兼同平章事为左丞相、右丞相

## 辽金元
辽代的南面官有同平章事一職，但并不是宰相。
金朝三省只设尚書省，有平章政事一職，与左丞相、右丞相同属于宰相。
元朝廢除尚書省，改为中书省，设平章政事，职同金代。地方上的行省，也设平章政事，协助行省丞相，管理一省事务。

## 明朝
明朝初年，沿用元制。
1380年，朱元璋废除中書省，平章政事一職，就此結束。